# Felsted, Danmark
Felsted är en tätort i Åbenrå kommun i Region Syddanmark i Danmark. Tätorten har 1 074 invånare (2024). Den ligger på Jylland, cirka 9 kilometer sydost om Åbenrå. Felsted var centralort i Lundtofts kommun fram till kommunreformen 2007.
I Felsted finns en tysk skola.